# Mulgravia coronata
Mulgravia coronata är en nattsländeart som beskrevs av Wells 1982. Mulgravia coronata ingår i släktet Mulgravia och familjen smånattsländor. Inga underarter finns listade i Catalogue of Life.